# Хризантема корейская
Хризанте́ма коре́йская (лат. Chrysanthémum ×koreanum, англ. hardy chrysanthemums) — группа многолетних мелкоцветковых сортов хризантемы садовой (лат. Chrysanthemum ×hortorum) гибридного происхождения, отличающаяся относительно высокой устойчивостью к пониженным температурам. Широко используются в культуре в открытом грунте.
Корейские хризантемы за самостоятельный вид не принимаются.
Сорта созданы с участием Хризантемы шелковицелистной (Chrysanthemum morifolium), Хризантемы индийской (Chrysanthemum indicum) и других видов.
Считается, что использование в селекции видов корейского происхождения позволило выделить одноимённую группу растений, более устойчивых к неблагоприятным факторам среды, и в первую очередь к пониженным температурам. Таким образом, корейскими хризантемами называют сорта, используемые для выращивания в открытом грунте, в отличие от индийских (оранжерейных) хризантем, выращиваемых, как правило, в условиях закрытого грунта.
Многие ведущие зарубежные специалисты отождествляют Chrysanthemum ×koreanum с Chrysanthemum sibiricum.
Первые сорта этой группы были получены американским селекционером А. Каммингом (англ. A. Camming) в 1928 году путём скрещивания хризантемы сибирской, привезённой из Кореи и названной им «корейской маргариткой», с культурным мелкоцветковым сортом Chrysanthemum 'Ruth Hatton'. После дальнейших скрещиваний этих «корейских гибридов» были получены новые сорта, которые отличались своими размерами, окраской, формой соцветий и другими признаками.
С началом его работ США становится основным центром по созданию устойчивых к неблагоприятным климатическим условиям сортов хризантем. Стимулом к развёртыванию работ по созданию корейских хризантем послужило развитие городского озеленения и повышенный интерес садоводов к декоративным растениям открытого грунта.

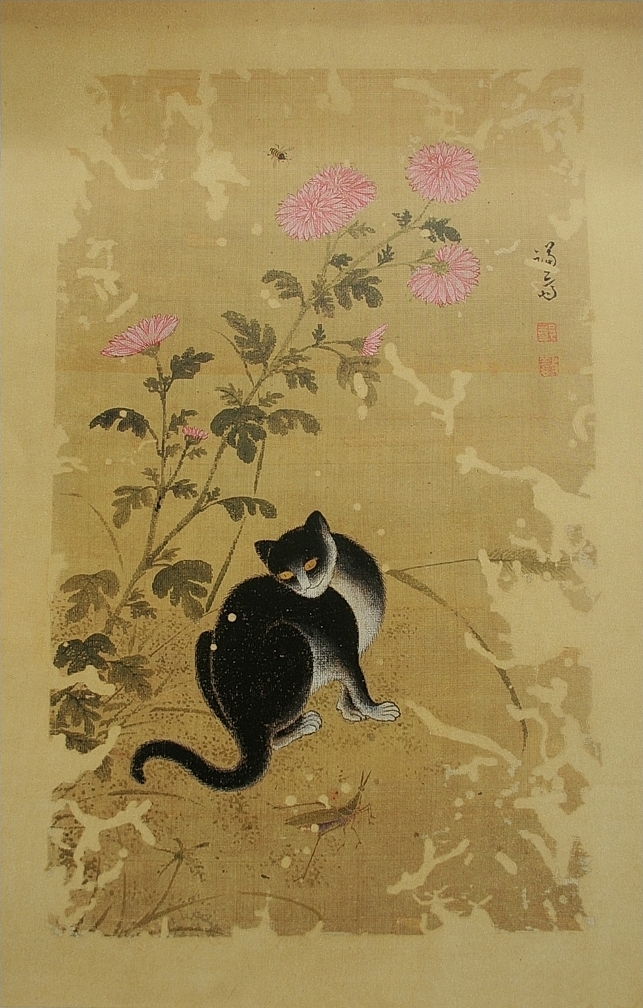
Рисунок художника Чон Сон, написанный во время правления корейской династии Чосон.

Многочисленные сорта корейских хризантем отличаются сроками цветения, высотой куста, особенностями строения и величиной соцветий, окраской цветков. Выращиваются в открытом грунте во всём мире, в том числе в условиях средней полосы России.

## Синонимы
- Chrysanthemum ×grandiflorum[5]

## Ботаническое описание
См.: Ботаническое описание садовой хризантемы.

## В культуре
Корейские хризантемы — растения короткого дня (сокращение светлого времени суток стимулирует закладку и образование соцветий).
В средней полосе европейской части России предпочтительнее выращивать российские, финские, немецкие, английские и голландские сорта; французские и китайские — лучше использовать на юге.
Корейские хризантемы отличаются быстрым ростом, засухоустойчивы и светолюбивы (для обильного цветения требуется от пяти часов солнца в день). Не выносят близко расположенных грунтовых вод.
Почва должна быть рыхлой, богатой гумусом. Почву рекомендуется мульчировать измельчённой сосновой корой, иголками, или овсяной соломой. Кислотность торфяных почв рекомендуется понижать внесением доломитовой муки. Оптимальный pH 6,0—6,5.
Первая подкормка проводится азотными удобрениями в начальной стадии роста побегов. Следующая — 10—15 дней спустя, коровьим навозом или птичьим пометом. В период бутонизации желательна подкормка фосфорно-калийными удобрениями.
Для формирования куста и обильного цветения в течение всего июня производят прищипку. Интервал между последней прищипкой и началом цветения примерно равен 4 неделям.
Массовое цветение хризантем приходится на конец августа — сентябрь. Некоторые сорта имеют более ранние или более поздние сроки цветения.
После первых осенних морозов хризантемы обрезают. Обрезка может быть высокой или низкой, под самый корень. При наступлении устойчивой морозной погоды кусты укрывают лапником или срезанными ветками лиственных пород, а поверх них — листвой. По другим данным, в середине октября растения рекомендуется присыпать слоем земли или торфа на высоту около 20 см. Весной слой укрывающей почвы снимают. Некоторые коллекционеры хризантем Москвы рекомендуют обрезать только верхушки побегов, не окучивать и не укрывать. Вокруг куста втыкается только несколько веток елового лапника для снегозадержания.
Весной, с началом роста побегов, необходимо удалить все прошлогодние остатки стеблей, а центральный отмерший побег желательно выкрутить из земли, так как рост его не возобновляется. Разрастание куста происходит за счет подземных боковых побегов.
На одном месте без пересадки корейские хризантемы выращивают не более 2—3 лет. Раз в 3 года куст необходимо делить. По другим данным, успешное выращивание большинства сортов возможно без пересадки в течение 5 лет.
Теплолюбивые сорта на зиму выкапывают и хранят в светлом и холодном помещении при температуре +2 — +6 °C, и относительной влажности воздуха не более 80 %.
Размножать корейские хризантемы можно семенами, делением кустов и черенкованием. Наиболее распространённый способ размножения — делением куста и черенками, которые высаживают в открытый грунт во второй половине мая — начале июня. Схема посадки для срезочных сортов — 30×30 см, сортов, имеющих раскидистые кусты — 40×40. При черенковании сохраняются все характерные признаки и свойства конкретного сорта. Наиболее устойчивы при зимовке растения, полученные из черенков ранних сроков укоренения (не позднее начала апреля).
Делением куста корейские хризантемы рекомендуется размножать весной.
При семенном размножении хризантемы не дают устойчивых форм и сильно расщепляются. Успешно перезимовавшие местные сеянцы более приспособлены к пониженным температурам и другим условиям данной зоны. Семена могут давать растения с немахровой или полумахровой ромашковидной формой соцветий, которые хорошо опыляются пчелами и другими насекомыми, но искусственное опыление с пространственной изоляцией родительских пар значительно повышает получение ценных декоративных форм.
Скороспелые формы корейских хризантем с коротким вегетационным периодом цветут в августе — начале сентября, хорошо завязывают семена и до конца октября успешно вызревают. Растения позднецветущих форм для получения семян в августе — начале сентября пересаживают в теплицы, где поддерживают температуру 16—20 °С, высокую освещённость и хорошую вентиляцию. Семена при этом вызревают в ноябре — декабре.
Сбор семян проводят в несколько приемов по мере созревания. Семенные корзинки расстилают тонким слоем на бумагу в теплом (15—20°), хорошо вентилируемом помещении для дозревания и сушки. Через 15—20 дней их упаковывают до посева. Хранят семена в сухом прохладном помещении при температуре от 2 до 5—6°. При таких условиях они сохраняют всхожесть около двух лет.
Корейские хризантемы зацветают через 5—6 месяцев после посева, который осуществляют в феврале — марте. В открытый грунт саженцы переносят в апреле — мае в зависимости от погодных условий..

## Болезни и вредители
См.: Болезни и вредители садовой хризантемы.